# Bengt Ewe
Bengt Holger Ewe, född 5 juni 1913 i Malmö, död där 11 december 1988, var en svensk arkitekt.
Ewe, som var son till arkitekt August Ewe och Ida Nilsson, avlade studentexamen 1931, utexaminerades från Kungliga Tekniska högskolan 1938 och bedrev egen arkitektverksamhet i Malmö från samma år, tillsammans med fadern till 1956. Han blev styrelseledamot i Sveriges fastighetsägareförbund 1960, ordförande i distriktsorganisationen av Södra Sveriges fastighetsägareförening 1962, ledamot av förbundsstyrelsen för Fastighetsägarnas förhandlingsorganisation 1954, ordförande för dess Malmöavdelning 1957 (styrelseledamot 1951), Malmö fastighetsägareförening 1962 (styrelseledamot 1933). Han var ledamot av hyresnämnden 1949 och av fastighetsdistriktets taxeringsnämnd.